# RTV-Yhtymä
RTV-Yhtymä var en av Finlands största privatägda målarfärgs- och inredningskedjor. Företaget grundades 1951 och gick i konkurs 2025. Huvudkontoret fanns i Riihimäki i Egentliga Tavastland.

## Historia
År 1951 köpte Karl Gustav Lindblom tillsammans med sin affärspartner färgbutiken Riihimäen Tapetti ja Väri. Namnet ändrades i början av 1970-talet till RTV-Yhtymä. År 1994 övergick företaget i familjen Lindbloms ägo.

### Ekonomiska problem
Företaget lämnade in en ansökan om företagssanering till Birkalands tingsrätt i september 2024. Anledningen till ansökan var betalningssvårigheter orsakade av ekonomiska problem. Enligt företagets saneringsansökan var det ”sannolikt” att RTV-Yhtymä genom rekonstruktionsförfarandet kunde övervinna sin insolvens. Företaget trodde också att det genom saneringen skulle kunna sanera sin livskraftiga verksamhet.
Saneringsansökan föregicks av stora ekonomiska svårigheter. Företaget meddelade att det skulle säga upp högst 59 anställda och väsentligt ändra anställningsvillkoren för 60 anställda. Enligt saneringsansökan hade företaget i september 2024 totalt 42 butiker på 40 orter i Finland.
RTV-Yhtymä hade en omsättning på över 180 miljoner euro år 2023. Samtidigt gjorde företaget en förlust på nästan 9 miljoner euro. Företaget hade 785 anställda år 2023. Efter detta minskade antalet anställda avsevärt, i slutet av september 2024 hade företaget endast 601 anställda.
Företaget drog, liksom andra specialbutiker inom byggbranschen, nytta av den snickarboom som orsakades av coronapandemin. År 2020 hade företaget en omsättning på 165,5 miljoner euro och en vinst på cirka 4,3 miljoner euro. Företaget gjorde fortfarande vinst år 2022, men år 2023 vände resultatet kraftigt till förlust.
Enligt Rättsregistercentralens insolvensregister lämnade målarfärgs- och bygghandelskedjan in sin konkursansökan till Birkalands tingsrätt i januari 2025.
Vid konkurstillfället den 7 januari 2025 hade man 24 butiker runt om i landet.

### Idrottssponsring
RTV-kedjan var en betydande aktör inom idrottssponsring och knöt så sent våren 2024 ett mångårigt samarbetsavtal med bobollsligan Superpesis. I Pargas har kedjan bland annat sponsrat Pargas IF:s handbollsverksamhet under en längre tid.

## Butiker
| Ort                      | Stängingsår |
| ------------------------ | ----------- |
| Bjärnå                   | 2024        |
| Björneborg               | 2025        |
| Borgå                    | 2025        |
| Esbo                     | 2025        |
| Forssa                   | 2024        |
| Helsingfors, Kalevagatan | 2025        |
| Helsingfors, Sågaregatan | 2024        |
| Hyvinge                  | 2025        |
| Idensalmi                | 2025        |
| Joensuu                  | 2025        |
| Jyväskylä                | 2025        |
| Karis                    | 2024        |
| Kangasala                | 2024        |
| Kimito                   | 2025        |
| Kotka                    | 2025        |
| Kouvola                  | 2024        |
| Kuopio                   | 2025        |
| Lahtis                   | 2025        |
| Laihela                  | 2024        |
| Lojo                     | 2025        |
| Mäntsälä                 | 2024        |
| Nokia                    | 2024        |
| Nyslott                  | 2024        |
| Orimattila               | 2025        |
| Riihimäki                | 2025        |
| Salo                     | 2024        |
| Seinäjoki                | 2025        |
| S:t Karins               | 2024        |
| S:t Michel               | 2025        |
| Tammerfors               | 2025        |
| Träskända                | 2024        |
| Valkeakoski              | 2025        |
| Vanda                    | 2025        |
| Vanda, Portparken        | 2024        |
| Varkaus                  | 2024        |
| Vasa                     | 2025        |
| Vichtis, Nummela         | 2024        |
| Villmanstrand            | 2024        |
| Åbo                      | 2025        |